# 다크 퓨너럴

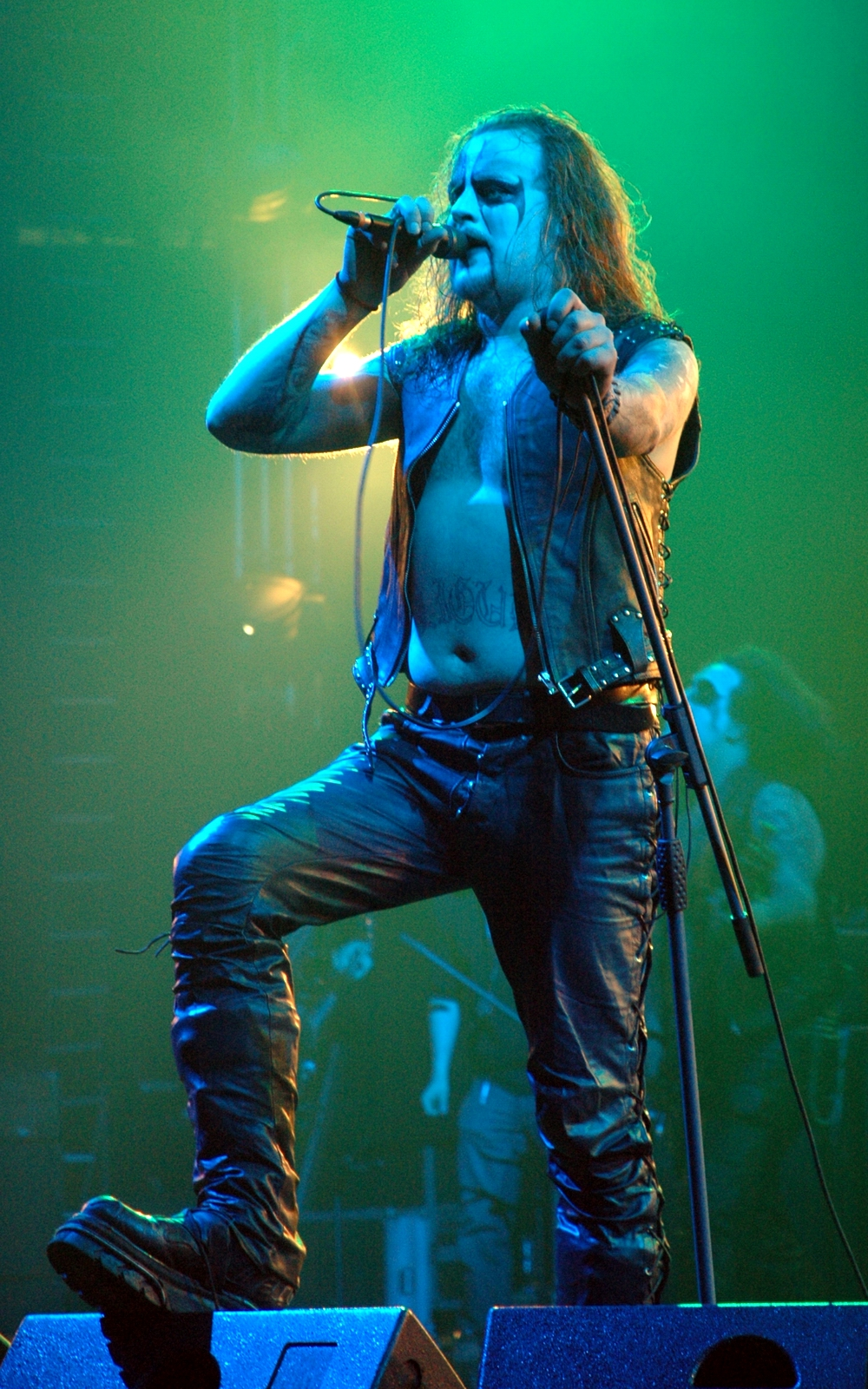

다크 퓨너럴(Dark Funeral)은 스웨덴의 블랙메탈 그룹이다. 패스트(fast) 블랙메탈이라는 장르의 개척자로 여겨지고 있으며, 주요 음반으로는 《The Secrets Of The Black Arts》, 《My Funeral》 등이 있다.